# جوينر لورينسو
جوينر لورينسو (8 سبتمبر 1991 بغوا في الهند - ) هو لاعب كرة قدم هندي في مركز الدفاع. شارك مع منتخب الهند تحت 23 سنة لكرة القدم. أما مع النوادي، فقد لعب مع سبورتينغ غوا.

## روابط خارجية
- جوينر لورينسو على موقع قاعدة بيانات كرة القدم.إي يو (الإنجليزية)
- جوينر لورينسو على موقع Soccerway.com (الإنجليزية)